# 浮鞭駅
浮鞭駅（うきぶちえき）は、高知県幡多郡黒潮町浮鞭にある、土佐くろしお鉄道（TKT）中村線の駅である。駅番号はTK36。

## 歴史
- 1970年（昭和45年）10月1日：国鉄中村線土佐佐賀駅 - 中村駅間延伸時に開設[1]。無人駅[2]。
- 1987年（昭和62年）4月1日：国鉄分割民営化に伴い、JR四国の駅となる[3]。
- 1988年（昭和63年）4月1日：中村線が第三セクター土佐くろしお鉄道へ転換、同社の駅となる[3]。

## 駅構造

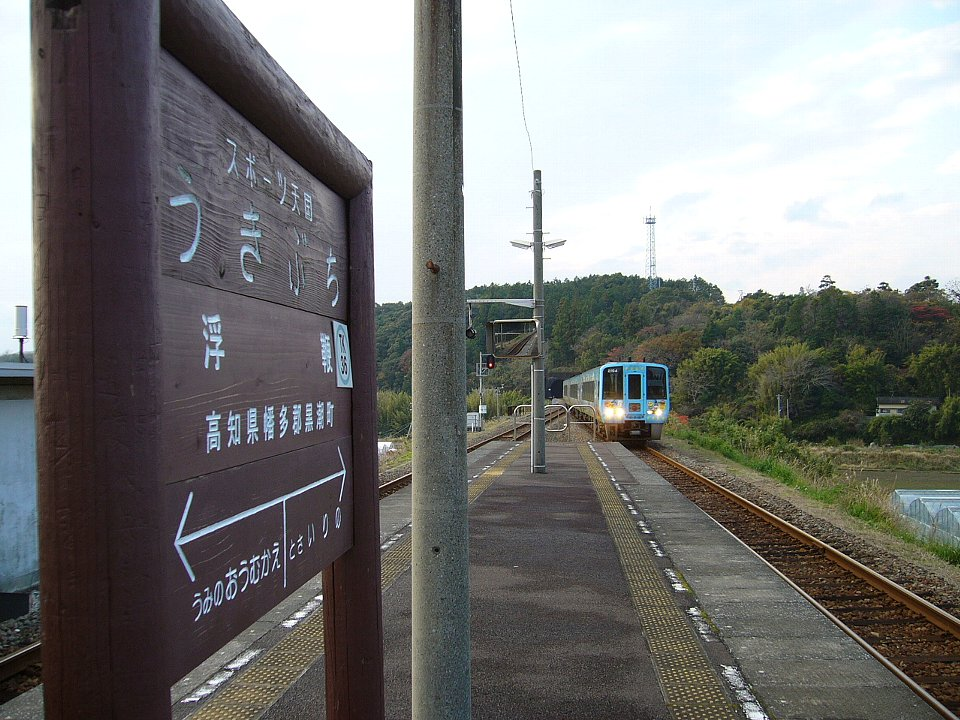
ホーム

島式ホーム1面2線を有する列車交換可能な地上駅。
無人駅。ホーム上に待合室が設置されている。
土佐くろしお鉄道中村線の途中駅で交換設備を持っているのは当駅と土佐佐賀駅だけである。

### のりば
| ホーム | 路線    | 方向 | 行先           |
| ------ | ------- | ---- | -------------- |
| 入口側 | ■中村線 | 下り | 中村・宿毛方面 |
| 反対側 | ■中村線 | 上り | 窪川方面       |

## 利用状況
近年の1日平均乗降人員の推移は以下の通り。
| 乗降人員推移 | 乗降人員推移 |
| 年度         | 1日平均人数  |
| ------------ | ------------ |
| 2011年       | 40           |
| 2012年       | 34           |
| 2013年       | 29           |
| 2014年       | 31           |
| 2015年       | 21           |
| 2016年       | 23           |
| 2017年       | 14           |
| 2018年       | 23           |

## 駅周辺
- 国道56号
- 黒潮町立南郷小学校
- 東部保育所
- 浮鞭郵便局
- 道の駅ビオスおおがた
- 土佐ユートピアカントリークラブ（ゴルフ場）

## 隣の駅
土佐くろしお鉄道
■中村線
海の王迎駅 (TK35) - 浮鞭駅 (TK36) - 土佐入野駅 (TK37)